# Caisse centrale d'activités sociales
Pour les articles homonymes, voir CCAS.
La Caisse Centrale d'Activités Sociales (CCAS) est l'organisme qui gère les activités sociales dont les séjours de vacances, les assurances et la restauration d’entreprise des agents des industries électriques et gazières en France (IEG), principalement EDF et Engie et leurs filiales (Enedis, RTE, NaTran (anciennement GRTgaz) et GRDF) mais aussi les entreprises locales de distribution de gaz et d'électricité et les nouveaux entrants sur le marché de l'électricité et du gaz pour leur partie production (E.ON, Enel, TotalEnergies (anciennement Direct Énergie), CNR, etc.). Les bénéficiaires actifs ou retraités, ainsi que leurs familles représentent 677 578 personnes en 2008. Leurs ressources étaient évaluées à 811 millions d'euros en 2008, dont 559 millions par le seul biais d'un prélèvement de 1 % sur les bénéfices hors taxes des ventes d'électricité et de gaz en France, montant passé depuis à 475 millions en 2012. En effet de nombreuses entreprises des Industries électriques et gazières ne contribuent pas à ce fonds depuis la privatisation de l'énergie et la création de nouvelles entreprises.
Ce comité présente deux particularités notables : il était financé à hauteur de 1 % du chiffre d’affaires et non pas 1 % de la masse salariale, comme c'est le cas habituellement pour les comités d'entreprise, et il est géré exclusivement par les représentants du personnel, en activité ou non.
Depuis 2017, le financement à hauteur de 1 % est abrogé au profit d'une somme forfaitaire des entreprises plus variable suivant le chiffre d'affaires de ces dernières.
La CCAS est considérée comme « le plus gros et le plus riche comité d'entreprise de France ». La CCAS serait « le premier acteur du tourisme social en France » avec aujourd’hui plus de 400 000 personnes qui séjournent chaque année dans l’un de ses centres de vacances. 500 000 Français peuvent y prétendre.

## Historique
- 8 avril 1946 : Marcel Paul en tant que ministre de la production industrielle et ancien électricien, propose la loi de nationalisation de l’électricité et du gaz. Le statut national du personnel des industries électriques et gazière est approuvé par décret le 22 juin. Le statut prévoit l’instauration « d’œuvres sociales gérées exclusivement par le personnel ». Marcel Paul fait de la nouvelle entreprise publique une forteresse syndicale en organisant le statut du personnel[3].
- 22 juin 1946 : approbation par décret du statut national des industries électriques et gazières.
- 14 janvier 1947 : le Conseil central des œuvres sociales (CCOS), ancêtre de la CCAS, est créé ; Marcel Paul est élu président à l'unanimité par le conseil d'administration : vacances, cantines, assurances, les grands secteurs d’activités émergent.
- 1948 : 92 caisses mutuelles complémentaires et d’action sociale (CMCAS) élisent leur conseil d’administration.
- 1950 : la priorité d'après guerre passe par le rétablissement physique des enfants. Aussi, 20 000 jeunes seront accueillis dans 62 colonies de vacances.
- 1954 : EDF et GDF reprennent la gestion du CCOS en lieu et place du personnel.

Un décret, qui ne sera jamais appliqué, veut réorganiser EDF et GDF sur une base régionale, éclater le CCOS en une vingtaine de conseils régionaux et la réintégration dans leur service d’origine des agents détachés vers les œuvres sociales.
- 3 février 1964 : un nouveau décret restitue au personnel des IEG la gestion de leurs activités sociales. Le CCOS devient CCAS, le comité de coordination des CMCAS est créé. Le montant de la somme prélevée sur les ventes d’énergie hors taxe est ramené de « 1 % minimum » à « 1 % maximum ».
- 1964 : les maisons familiales sont dotées de bibliothèque. Création des bases nautiques de Baden et Savines, prélude à l’activité voile développée dans les CMCAS.
- 1968 : des tournées culturelles sont organisées pour la première fois dans les centres de vacances.
- 1970 : première expérience d’intégration d’enfants handicapés dans un centre de vacances.
- 1973 : l’Institut de formation, de recherche et de promotion (IFOREP) obtient l’agrément Jeunesse et Sports.
- 1977 : pour la première fois les séjours sont élaborés à partir du projet éducatif écrit par les électriciens et gaziers. Les trois valeurs fondamentales émergent: Solidarité, justice, dignité.
- 1985 : premier Festival « Jeunes agents » à Soulac. Les activités sociales partent à la conquête du public des 18-30 ans.
- 1998 : la convention des droits des jeunes devient la traduction du projet éducatif approprié par les enfants des électriciens et gaziers. Adoptée à la suite d'un forum national à Montreuil puis lors d'assises à Mimizan, elle pose les principes de vie et d'organisation des séjours jeunes.
- 2004 : la CCAS est propriétaire de 215 centres de vacances : 109 centres jeunes et 106 centres adultes.
- 2007 : début de la réorganisation des activités sociales avec la création de vingt-trois territoires, des fusions de CMCAS.
- 2008 : création du groupement d’intérêt économique Vacances loisirs activ’(VLA), la CCAS ouvre un espace de collaboration avec les acteurs du tourisme social. Cette démarche solidaire a pour vocation de proposer des vacances de qualité à des prix abordables et de promouvoir le développement d’un tourisme éthique, professionnel et durable

Partenaires de la CCAS, des associations comme Vacances Léo Lagrange, ULVF, Arepos ou Temps Libre Vacances y trouvent des services pour exploiter leurs centres de séjours. Ce partenariat est le moyen d’augmenter l’offre de séjours, et d'être solidaire d’autres salariés, du tourisme social. En 2008, 6 000 lits sont venus s’ajouter à l’offre globale du tourisme social en France.
Écriture de la nouvelle convention des jeunes adaptée à chaque tranche d'âges.
- 2009 : Le conseil d'administration vote le rachat du groupe CIAT, mieux connu sous ses marques Campéole et André Trigano, spécialiste des caravanes et camping-cars[4]. C'est la première fois qu'elle achète une société cotée en bourse, le no 1 français de l'hôtellerie de plein air[5]. Par cette transaction, la CCAS double, avec 72 000 lits de plus, son offre d’hébergement touristique[6]. Le coût de d'achat est de 84 millions d'euro
- En 2020, la CCAS cède la CIAT, sa marque Campéole ainsi que 22 de ses 61 campings au groupe MS Vacances. Les autres sites seront conservés par une filiale de la CCAS et commercialisés pour la marque « Vacances André Trigano »[7].

## Conseil d'administration
Liste antéchronologique des présidents du conseil d'administration de la CCAS :
- Claude Pommery : depuis 2023 (CGT)
- Nicolas Cano : 2017 -2023 (CGT)
- Michaël Fieschi : 2010-2017 (CGT)
- Evelyne Valentin : 2004-2010 (CGT)
- Jean Lavielle : 1997-2004 (CGT)
- Daniel Arrachart : 1990-1997 (CGT)
- Pierre Rumeau : 1981-1990 (CGT)
- Robert Gaillard : 1972-1980 (CGT)
- René Le Guen : 1963-1972 (CGT)
- Gestion patronale : 1951-1963
- Georges Poggi : 1960-1963 (CGT), par intérim
- Marcel Paul : 1949-1951 (CGT)
- Roger Lescuyer : 1948-1949 (CGT)
- Marcel Paul : 1947-1948 (CGT)

## Enquêtes judiciaires et mises en examen
- La CCAS de février 2004 à avril 2007, a fait l'objet de plusieurs enquêtes judiciaires.

La Cour des comptes avait rédigé un pré-rapport en 2005, resté confidentiel mais dévoilé dans la presse, dénonçant un « financement indirect de la Fête de l'Humanité », un « soutien aux mouvements des intermittents du spectacle » ou encore des « subventions déguisées aux syndicats de l'énergie ».
La Cour des comptes, dans son rapport du 4 avril 2007, relève « un manque de transparence des comptes » des institutions sociales du personnel des industries électriques et gazières.
« La Cour considérait que de profonds changements devaient être apportés à l'organisation et au fonctionnement (de ces) institutions sociales », avait estimé son Premier président, Philippe Séguin, pour que leur « pérennité » ne soit pas remise en cause. Elle notait que les charges de fonctionnement de la CCAS étaient trop élevées, plus de 26 % des dépenses totales. Elles résultaient, selon la Cour, d'une « démultiplication excessive des implantations » des caisses locales ; elle préconisa alors une rationalisation du réseau. Elle relevait également « d'importantes lacunes de gestion ». Selon ce rapport, les caisses locales n'étaient pas tenues d'appliquer le plan comptable général et de faire certifier leur compte par des commissaires aux comptes.
À la différence des comités d'entreprises traditionnels, les employeurs ne faisaient pas partie des organes dirigeants. Si les textes en vigueur reconnaissent des pouvoirs importants à l'État, celui-ci ne les exerce pas, a admis M. Seguin, pour expliquer la liberté de gestion de ces institutions par les syndicats, dont la CGT.
Sur le régime de l'assurance maladie et maternité, la Cour a constaté que le régime spécial dont bénéficient les gaziers et électriciens ne renvoyait à aucune réalité puisqu'il était intégré au régime général. « Cette fiction de 'régime spécial' permettait au système des Industries électriques et gazières d'échapper aux obligations qui régissent le régime général, ce qui a conduit à un préjudice financier au détriment de ce dernier », a expliqué Philippe Seguin.
- Jean Lavielle, ancien président CGT du comité d'entreprise d'EDF-GDF, est mis en examen le 3 mars 2007 pour emplois fictifs et prestations surfacturées, abus de confiance, escroquerie, faux et usage de faux à la suite d'une plainte d'un ancien agent d'EDF[10].

Le juge avait également mis en examen une militante du Parti communiste, Brigitte Dareau. La justice lui reprochait d'avoir été employée par la CCAS alors qu'elle travaillait à la fédération des Hauts-de-Seine du PCF.
Parmi les faits visés dans l'instruction, figurent notamment des pratiques présumées d'emploi fictif, des prestations surfacturées de fournitures et services tels que location de voiture et prestations de restauration non destinées aux électriciens. La justice soupçonne la CGT, gestionnaire de la CCAS et majoritaire au conseil d'administration, de confondre les organismes.
À l'époque, le secrétaire général de la CGT, Bernard Thibault, avait été entendu par la police sur des soupçons d'emploi fictif d'une secrétaire en 1999-2002, Marie-Christine Beyleix, employée d'EDF détachée à la fédération mines énergie de la CGT, et qui aurait été mise à la disposition de la confédération.
Le 27 août 2012, le tribunal de grande instance de Paris a écarté une partie des faits en rendant une ordonnance de renvoi et de non lieu partiel. Les faits d'escroquerie et de détournement de fonds publics n'étant pas avérés. Pour les charges de recel d'abus de confiance, seule une partie des protagonistes et des accusations ont été retenues et sont renvoyées à un jugement du tribunal correctionnel, juridiction compétente pour ces délits.
À la suite de cette décision, en juin 2014, seize personnes ainsi que la société du journal L'Humanité sont jugées devant le tribunal correctionnel pour des accusations d'« abus de confiance », « recel » ou « complicité ». Outre les emplois fictifs, des opérations immobilières, des achats en masse de L'Humanité sont en cause des prestations de plus d'un million d’euros de l'Iforep, une association liée à la CCAS. Huit personnes physiques et quatre personnes morales sont reconnues coupables d'abus de confiance, de complicité ou de recel. Les condamnations s'étendent entre des peines de 2 mois à 18 mois avec sursis et des amendes de 4 000  à   75 000 euros. Jean Lavielle est condamné à 18 mois de prison avec sursis, Jean-Paul Blandino, ancien directeur général de la caisse, à 8 mois de prison avec sursis.

## Réponses des partenaires sociaux aux critiques
Lors d'une conférence de presse à Paris, Jean Lavielle réagit sur les attaques réalisées essentiellement par la presse. Il affirme bien que toutes les activités sont fondées sur les principes fondamentaux de justice sociale, chers à l'organisme depuis sa création. Il soutient que l'affaire est partie d'une plainte déposée par des employés non désireux d'appliquer les changements structuraux dictés par leur hiérarchie. Le contexte politique favorable aurait fait selon lui l'effet d'un feu de paille, donnant au journal Les Échos, en particulier, puis d’autres médias, l'opportunité de colporter « des propos qui relèvent à l’évidence du règlement de comptes ou des rancœurs personnelles ».
Pour Évelyne Valentin, présidente de la CCAS de 2004 à 2009 : la Cour des comptes souhaite, par le biais de son rapport, remettre en cause le statut des activités sociales et mutualistes, « de casser notre modèle social », de porter atteinte aux droits actuels des électriciens et gaziers afin de bien figurer dans le panorama économique et social européen.
Pour la CGT, les critiques formulées à l’égard de la CCAS, ne sont pas entièrement non-fondées. Elle a conscience d'une « gestion insuffisamment rigoureuse » pour certains  budgets. Mais elle affirme que des corrections ont déjà été apportées par les administrateurs, et que tout changement ou modification sera examiné avec attention dans le seul intérêt des électriciens et gaziers. Par contre, elle ne conçoit pas une remise en cause de moyens mis à disposition « pour telle ou telle expression artistique ou culturelle ».
La CFDT critique la CCAS, à travers le rachat de la CIAT. La CCAS devient une entreprise et non plus un organisme à vocation sociale. Cela cacherait un début de privatisation[source secondaire souhaitée].